# 松特海姆
松特海姆是德国巴伐利亚州的一个市镇。总面积26.55平方公里，总人口2511人，其中男性1265人，女性1246人（2011年12月31日），人口密度95人/平方公里。